# Psychotria grantii
Psychotria grantii är en måreväxtart som beskrevs av Francis Raymond Fosberg. Psychotria grantii ingår i släktet Psychotria och familjen måreväxter. Inga underarter finns listade i Catalogue of Life.